# Rishma Gurung
Rishma Gurung (Nepali रिस्मा गुरुङ; * 6. Juni 1994 in Pokhara) ist eine nepalesische Schauspielerin.

## Biografie
Gurung wurde am 6. Juni 1994 in Pokhara geboren. Ihr Debüt gab sie 2014 in dem Film Kabaddi. Anschließend spielte sie 2015 in Kabaddi Kabaddi die Hauptrolle. Außerdem wurde sie 2016 für den Film Jhumkee gecastet. 
Unter anderem war Gurung 2019 in Kabaddi Kabaddi Kabaddi zu sehen. Neben Nepalesisch und Englisch spricht sie auch eine der Tharu-Sprachen.

## Filmografie
Filme
- 2014: Kabaddi
- 2015: Kabaddi Kabaddi
- 2016: Jhumkee
- 2019: Kabaddi Kabaddi Kabaddi